# Rosalío José Castillo Lara
Pour les articles homonymes, voir José Castillo.
Rosalío José  Castillo Lara, né le 4 septembre 1922 à San Casimiro de Güiripa, Venezuela et mort le 16 octobre 2007 à Caracas, Venezuela), fut un cardinal vénézuélien de la curie romaine.

## Biographie

### Prêtre
Né à San Casimiro de Güiripa dans le diocèse de Maracay, dans l'État d'Aragua au Venezuela, troisième de sept enfants, il est ordonné prêtre le 4 septembre 1949 par son oncle, Mgr Castillo Hernandez, archevêque de Caracas. 
En 1950 il est envoyé en Italie étudier le droit canonique auprès de l'université pontificale salésienne à Turin, il obtient le titre de docteur en droit canonique. En septembre 1954, il est nommé professeur de la faculté de droit canonique, d'abord à Turin jusqu'en 1957, puis à Rome jusqu'en 1965.

### Évêque
Nommé évêque coadjuteur de Trujillo avec le titre d'évêque in partibus de Præcausa (de) le 26 mars 1973, il est consacré le 24 mai suivant par le cardinal José Humberto Quintero Parra.
Dès le 12 février 1975, il est appelé à Rome pour servir au sein de la curie romaine où il est promu archevêque le 26 mai 1982.

### Cardinal
Il est créé cardinal par le pape Jean-Paul II lors du consistoire du 25 mai 1985 avec le titre de cardinal-diacre de Nostra Signora di Coromoto in S. Giovanni di Dio. Il sera élevé au rang de cardinal-prêtre le 29 janvier 1996.
Deux jours plus tard, il est nommé président de la Commission pour l'interprétation du code de droit canon.

Puis, le 6 décembre 1989, il devient président de l'Administration du patrimoine du siège apostolique.
Le 31 octobre 1990, il est nommé président de la commission pontificale pour l'État de la Cité du Vatican. Le cardinal Castillo Lara est aussi l'un des membres de la commission de surveillance de la Banque du Vatican (Institut pour les œuvres de religion).
Le cardinal Castillo Lara a été l'une des figures ecclésiastiques qui s'est opposée le plus au gouvernement d'Hugo Chávez. En 2006, il avait appelé durant une homélie à prier avec ferveur pour le Venezuela, dans une situation qu'il qualifiait comme « l'une des plus graves de notre histoire ». Il a accusé le président Chávez de devenir de plus en plus autoritaire ; ce dernier l'aurait traité d'« hypocrite, bandit et démon en soutane. »
Il est mort le 16 octobre 2007 à Caracas. Il avait été hospitalisé en soins intensifs dans un hôpital de la capitale, fin septembre, souffrant d’insuffisance respiratoire et rénale.